# Tutazá

Localização de Tutazá no departamento de Boyacá e na Colômbia.

Tutazá é um município no departamento de Boyacá, na Colômbia.